# Lygdamis rayrobertsi
Lygdamis rayrobertsi är en ringmaskart som beskrevs av Kirtley 1994. Lygdamis rayrobertsi ingår i släktet Lygdamis och familjen Sabellariidae. Inga underarter finns listade i Catalogue of Life.